# Circuito Brasileiro de Voleibol de Praia - Superpraia A
O Superpraia é uma competição do Circuito Brasileiro de Voleibol de Praia que finaliza a temporada do calendário do vôlei de praia nacional, realizado na tanto na variante masculina quanto na feminina, cuja primeira edição ocorreu em 2014.

## História
A primeira edição do Superpraia ocorreu no ano de 2014, contou com 16 equipes inscritas, dentre estas as catorzes com melhor índice no ranking na jornada esportiva corrente e dois convites (wild card), e  tem os campeões distintos do vencedor da temporada, pois, é uma competição a parte. A dupla inscrita precisa ter disputado no mínimo duas etapas junta na temporada, excluindo o wild card.
O Superpraia possui premiação dobrada em relação às demais etapas do Circuito Brasileiro, recebendo a mesma premiação em dinheiro, culminando com uma festa para eleger os destaques da temporada.
A duração da competição ocorre em três dias, com partidas dos torneios masculino e feminino, a fase grupos ocorre no primeiro dia, acontecendo a repescagem (Round 1), quartas de final e semifinais no segundo dia, e no último dia disputas de bronze e a final masculina e feminina.
Na edição de 2014 o torneio foi dividido em: Superpraia A e Superpraia B, em ambos os naipes, e  competiu o Superpraia A, tanto no masculino quanto no feminino, as oito melhores duplas do ranking após o encerramento da edição 2013-14 do Circuito Banco do Brasil. E jogam o Superpraia B as equipes que se posicionaram entre a 9ª e a 16ª posições.A divisão ocorrida anteriormente, também foi realizada na edição de 2015.
A partir de 2016 a competição foi reformulada, não havendo mais a divisão de Superpraia A e B, participam 16 equipes- 14 mais bem colocadas do ranking da temporada e dois convites (wild card) - estas reunidas em torneio único.